# Гебдовская, Наталия Александровна
Наталия Александровна Гебдовская (укр. Наталія Олександрівна Гебдовська; 15 июня 1910, Харбин, Китай — 19 ноября 2004, Киев) — советская и украинская артистка театра и кино. Одна из старейших актрис украинского кинематографа.

## Биография
Родилась в семье военнослужащего и батрачки, приехавшей в Харбин заработать себе на приданое. В 1911 году с родителями вернулась на родину. Родители увлекались театрам, играли на любительской сцене. Их увлечение театральным искусством передалось и Наталье.
В 1934 году окончила Киевский государственный театральный институт. В 1928 году на Киевской киностудии, которая только строилась, она сыграла свою первую роль (в массовых эпизодах) в одном из первых полнометражных украинских фильмов «Джальма». Студентку Гебдовскую заметил Александр Довженко, и в 1932 году Гебдовская снялась у него в фильме «Иван».
С 1938 года играла на сцене Донецкого театра юного зрителя.
После Великой Отечественной войны работала в Киевском государственном театре имени И. Франко, была заместителем председателя Украинского театрального общества.
Жила в Киеве. Умерла в 2004 году в возрасте 94-х лет. Похоронена на Байковом кладбище.

## Семья
Муж — театральный режиссёр Адольф Исаакович Летичевский (1913—1944), погиб в годы Отечественной войны в бою под Донецком. Сын — доктор физико-математических наук Александр Летичевский. Внук — актёр Феликс Летичевский (1963—1996).

## Творчество
Снималась у многих знаменитых режиссёров — А. Довженко, Л. Лукова, И. Пырьева, М. Донского, И. Кавалеридзе, В. Денисенко, А. Войтецкого и др.

## Избранная фильмография
- 1927 — Борислав смеётся — Варвара
- 1937 — Богатая невеста — эпизод
- 1942 — Как закалялась сталь — эпизод
- 1945 — Зигмунд Колосовский — эпизод
- 1945 — Непокорённые — эпизод
- 1957 — Далёкое и близкое — жена Якова
- 1957 — Партизанская искра
- 1957 — Дорогой ценой — мать с ребёнком (нет в титрах)
- 1963 — Люди не всё знают — Докия
- 1964 — Космический сплав — секретарь директора (нет в титрах)
- 1970 — Секретарь парткома — Филипповна, мать Михаила
- 1971 — Каменный хозяин (укр. Камінний господар)
- 1971 — Озарение — сплетница
- 1971 — Тронка — Горпищиха
- 1972 — Вера. Надежда. Любовь — женщина в избе
- 1972 — Доверие — жительница хутора Сорочий, жена Якова Данилыча
- 1972 — Пропавшая грамота — тетка Марина
- 1972 — Познай себя — мать Николки
- 1975 — Красный петух плимутрок — бабка, жена старика в тельняшке
- 1977 — Право на любовь — мать Якова
- 1977 — Талант (4-я серия — «Главный конструктор») — горничная
- 1977 — Хлеб детства моего — Матрёна Матвеевна, баба Мотя
- 1979 — Жнецы — бабка Лукерья
- 1979 — Подпольный обком действует — Прасковья Сидоровна
- 1979 — Расколотое небо — крестьянка
- 1979 — Тяжёлая вода — старушка на сельском кладбище
- 1981 — Два дня в начале декабря — баба Груня, мать Мани
- 1981 — Капель — старушка, соседка с первого этажа
- 1981 — Осенняя дорога к маме (короткометражный) — эпизод
- 1981 — Высокий перевал — эпизод
- 1985 — Володя большой, Володя маленький — прихожанка
- 1985 — Кармелюк — эпизод
- 1985 — По зову сердца — эпизод
- 1985 — Свидание на Млечном пути — старуха
- 1986 — Премьера в Сосновке — Наталья
- 1987 — Отряд специального назначения — эпизод
- 1987 — Цыганка Аза — эпизод
- 1987 — Грешник — эпизод
- 1990 — Меланхолический вальс — старушка на поминках
- 1990 — Ныне прославися сын человеческий — эпизод
- 1991 — Последний бункер — эпизод
- 1993 — Вперёд, за сокровищами гетмана (фильм)
- 1995 — Будем жить (фильм)
- 1995 — Остров любви
- 2000 — Всем привет!